# Magyarok Szövetsége Egyesület
A Magyarok Szövetsége Egyesület egy 2009-ben alakult egyesület, melynek fő programja a magyarok érdekképviselete.
. Az egyesület fő célkitűzése az ország visszavezetése az „ősi magyar értékekhez”, egyben „utat kíván mutatni a jövőbe a szeretet és az odaadás jegyében”. Az egyesület működését Magyarországon kezdte meg, de fokozatosan terjeszkedik a Kárpát-medence magyarlakta területein.
A Cégbírósági kereső alapján az Egyesület célja: találkozási és együttműködési lehetőséget teremtsen civil szerveződéseknek, és velük együttműködő, őket támogató, segítő magánszemélyeknek, valamint intézményeknek és az önkormányzatok képviselői számára a kultúra, a kulturális örökség megóvása érdekében.
Nem azonos a hasonló nevű Magyarok Világszövetségével.

## Önmeghatározás

### Története
A Magyarok Szövetsége Egyesület a Magyarok Szövetsége Mozgalom által 2009-ben bejegyzett egyesület. A Magyarok Szövetsége Mozgalom a Börzsönyi Nemzeti Tanács (BNT) utódja. Létrehozása 2008-as Kurultajra tehető.

### Ideológiája
Határozottan patrióta, de nem egyértelműen nacionalista népi mozgalom. A mai képviseleti demokráciával elégedetlen, azt javítani szándékozik. Elsősorban helyi szervezetek megerősítését és ezek felsőházi képviseletét látja fontosnak. Ellenzi a politikusok számonkérhetetlenségét, visszahívhatatlanságát.
Követeli a magyar történeti alkotmány helyreállítását ezzel az önkényuralmi rendszerek és azok jogfolytonos időszakának törvénytelen voltának kimondását.

Ideológiáját fémjelező testülete a Bölcsek Tanácsa.

Párttá alakulást és országos képviselőválasztáson való indulást mereven elutasítja. Helyi választásokon indulni kíván, de országházzal kapcsolatban csak polgári felügyeleti szerepet vállalna.

### Vallási hovatartozása
A Magyarok Szövetsége számára a történelmi egyházak jelentenek elsődlegesen kapaszkodót. A Szövetséghez csatlakoztak "alternatív hitközösségek" is, amelyekre a Szövetség mint hagyományőrzőkre, és nem útmutatókra tekint.

### Jelképrendszere
Címere a Magyar Köztársaság kiscímeréhez nagyon hasonló. Rendezvényein a magyar trikolor mellett történelmi és települési zászlókat vonultat fel.

### Ismertsége
A kunszentmiklós-bösztörpusztai Magyarok Országos Gyűlése rendezvénye Közép-Európa egyik legnépesebb szabadtéri eseménye volt 2009-ben, 2010-ben és 2011-ben.

## Médiái
Egyetlen hivatalos közlési eszköze a www.magyarokszovetsege.hu honlap.
A Magyarok Szövetsége a Szilaj Csikó című hetilapot jelenteti meg.

## Céljai
Magyar Nemzeti Érdek programjával Magyarország számára kíván új utat mutatni.

## Képviseleti rendszere
Érdemi kiválasztódás szerinti "tizedes" rendben képviseli tagjait. Ez három szintre egyszerűsítette: járási, megyei és országos szintre.
A Szövetségnek az ország minden megyéjében van csoportja, és Szlovákiában is immár három csoport dolgozik a szövetség céljainak megvalósításáért, ottani elöljárója Bugár György.

### A Szövetség vezetői
A Magyarok Szövetségét országos szinten az ún. ügyvivő testület irányítja, tagjai: Bődi Szabolcs,  Nagy László.